# Alexandre Elias
Alexandre Figueiredo Elias, detto Alê (Rio de Janeiro, 30 settembre 1997), è un pallavolista brasiliano, libero del Sada.

## Carriera

### Club
La carriera di Alexandre Elias inizia nel settore giovanile del Fluminense, dove gioca dal 2010 al 2016, eccetto per una breve parentesi al Botafogo. Nel 2016 esordisce tra i professionisti, ingaggiato dal Sesc: con la formazione carioca partecipa alla Taça Prata 2016, dove ottiene l'accesso alla Superliga Série B 2017, torneo nel quale ottiene la promozione in Superliga Série A, che disputa nel seguente triennio; nel corso della militanza nel club di Rio de Janeiro vince quattro edizioni del Campionato Carioca.
Nel campionato 2020-21 viene ingaggiato dall'Índios Guarus, mentre nel campionato seguente si accasa nel BVC, dove resta per un biennio e conquista due volte il Campionato Paulista. Nella stagione 2023-24 approda al Sada, con cui conquista il campionato mondiale per club venendo premiato come miglior libero del torneo.

### Nazionale
Fa parte della nazionale brasiliana under 19 che conquista la medaglia d'argento al campionato sudamericano 2014 e si classifica al sesto posto al campionato mondiale 2015, dove viene premiato come miglior libero. Con l'under 21 vince un altro argento al campionato sudamericano 2016, insignito del riconoscimento come miglior libero, e l'oro alla Coppa panamericana 2017, partecipando infine al campionato mondiale 2017; con l'under 23 conquista invece l'oro al campionato sudamericano 2016.
Nel 2023 debutta in nazionale maggiore in occasione della Coppa panamericana, dove vince la medaglia d'argento.

## Palmarès

### Club
- Campionato Carioca: 4

2016, 2017, 2018, 2019
- Campionato Paulista: 2

2021, 2022
- Campionato mondiale per club: 1

2024

### Nazionale (competizioni minori)
- Campionato sudamericano under 19 2014
- Campionato sudamericano under 23 2016
- Campionato sudamericano under 21 2016
- Coppa panamericana under 21 2017
- Coppa panamericana 2023

### Premi individuali
- 2015 - Campionato mondiale under 19: Miglior libero
- 2016 - Campionato sudamericano under 21: Miglior libero
- 2024 - Campionato mondiale per club: Miglior libero
- 2025 - Superliga Série A: Miglior libero